# Kazimierz Wójs
Kazimierz Stanisław Wójs (ur. 1947, zm. 15 sierpnia 2021) – polski specjalista w zakresie mechaniki, budowy i eksploatacji maszyn, prof. dr hab. inż.

## Życiorys
Obronił pracę doktorską, 26 września 1994 habilitował się na podstawie pracy zatytułowanej Przepływ rozcieńczonych roztworów wielkocząsteczkowych polimerów w przewodach gładkich i chropowatych. 14 czerwca 2005 nadano mu tytuł profesora w zakresie nauk technicznych. Został zatrudniony na stanowisku profesora w Katedrze Mechaniki, Maszyn, Urządzeń i Procesów Energetycznych na Wydziale Mechanicznym i Energetycznym Politechniki Wrocławskiej.
Awansował na stanowisko profesora nadzwyczajnego i kierownika w Zakładzie Mechaniki i Systemów Energetycznych na Wydziale Mechanicznym i Energetycznym Politechniki Wrocławskiej.
Był członkiem Komitetu Termodynamiki i Spalania na IV Wydziale – Nauk Technicznych Polskiej Akademii Nauk, Interdyscyplinarnego Zespołu do spraw Czystych Technologii Węglowych (Zespoły Specjalistyczne, Interdyscyplinarne, Doradcze i Zadaniowe Ministra) Ministerstwa Nauki i Szkolnictwa Wyższego, Rady Dyscypliny Naukowej - Inżynierii Środowiska, Górnictwa i Energetyki Politechniki Wrocławskiej, a także Komitetu Problemów Energetyki Prezydium PAN.
Zmarł 15 sierpnia 2021.

## Odznaczenia
- Złota Odznaka Politechniki Wrocławskiej[1]
- Złoty Krzyż Zasługi (2001)[4]